# Беличаны (Минская область)
Беличаны (бел. Белічаны) — деревня в Березинском районе Минской области Беларуси. Входит в состав Березинского сельсовета.

## География
Деревня находится в восточной части Минской области, на берегах реки Белицы, к западу от автодороги Н-8004, на расстоянии приблизительно 15 километров (по прямой) к северо-западу от города Березино, административного центра района. Абсолютная высота — 168 метров над уровнем моря. Площадь населённого пункта — 0,4102 км².

## История
По письменным источникам деревня известна с 1506 года как владение графа Путятина. После 1-го раздела Речи Посполитой (1772 год) в составе Российской империи. В 1842 году была построена церковь во имя святителя Николая, при которой в 1863 году открылась церковно-приходская школа.
В 1897 году являлась центром Беличанской волости Игуменского уезда Минской губернии, насчитывалось 27 дворов и 201 житель. Действовали волостное правление, почтовая станция и школа. По состоянию на 1909 год, в Беличанах имелось 33 двора и проживало 211 человек.
С 1924 по 1954 годы являлась центром Беличанского сельсовета. В 1929 году, в ходе проведения коллективизации, был образован колхоз «XVII съезд ВКП(б)».
До 21 декабря 2007 года входила в состав Ляжинского сельсовета. До 28 мая 2013 года в составе Ушанского сельсовета.

## Население
По данным переписи 2019 года, в деревне проживало 12 человек.
| Год  | Население, человек |
| ---- | ------------------ |
| 1886 | 140                |
| 1897 | ↗ 201              |
| 1909 | ↗ 211              |
| 1917 | ↗ 239              |
| 1926 | ↘ 234              |
| 1960 | ↘ 176              |
| 2003 | ↘ 42               |
| 2008 | ↘ 30               |
| 2009 | ↘ 20               |
| 2019 | ↘ 12               |